# نبرد سندانو
نبرد سندانو (انگلیسی: Battle of Sendanno) نبردی در طول دوره سنگوکو (قرن ۱۶) ژاپن بود، یکی از بسیاری از نبردهای دایمیوها (اربابان فئودال) که به دنبال سرکوب قیام‌های ضد سامورایی
ایکو-ایکی بودند. ایکی‌ها گروهی از دهقانان، مردم عادی، راهبان و سامورایی‌های پایین رتبه بودند که به دلیل تمایل به بهبود جایگاه اجتماعی خود با تهدید به سرنگونی دایمیو قیام کردند.
در دسامبر ۱۵۳۶، ناگائو تامه‌کاگه از قلعه کاسوگایاما برای مبارزه با ایکو-ایکی در ولایت کاگا حرکت کرد. آنها در نبرد در مکانی به نام سندانو، در ولایت اتچو ملاقات کردند. در آنجا، تامه‌کاگه به همراه بسیاری دیگر از جنگجویان خاندان ناگائو شکست خورد و کشته شد. پسر تامه‌کاگه، معروف به ناگائو هاروکاگه، در نبرد حضور نداشت.